# Boucles de la Mayenne 2024
La 49.ª edición de la competición ciclista Boucles de la Mayenne fue una carrera de ciclismo en ruta por etapas que se celebró entre el 23 y el 26 de mayo de 2024 en Francia con inicio y final en la ciudad de Laval, sobre una distancia total de 550,7 kilómetros.
La carrera formó parte del del UCI ProSeries 2024, calendario ciclístico mundial de segunda división, dentro de la categoría UCI 2.Pro y fue ganada por el italiano Alberto Bettiol del EF Education-EasyPost. Completaron el podio, como segundo y tercer clasificado respectivamente, los franceses Benoît Cosnefroy del Decathlon AG2R La Mondiale y Axel Zingle del Cofidis.

## Equipos participantes
Tomaron parte en la carrera 21 equipos: 8 de categoría UCI WorldTeam invitados por la organización, 9 de categoría UCI ProTeam y 4 de categoría Continental. Formaron así un pelotón de 125 ciclistas de los que acabaron 111. Los equipos participantes fueron:
| WorldTeams (8)- Arkéa-B&B Hotels - Cofidis - Decathlon-AG2R La Mondiale - Groupama-FDJ - UAE Team Emirates - Movistar Team - EF Education-EasyPost - Team Jayco AlUla ProTeams (9)- Lotto Dstny - TotalEnergies - Bingoal WB - Polti Kometa - Burgos-BH - Tudor Pro Cycling Team - Q36.5 Pro Cycling Team - Caja Rural-Seguros RGA - Euskaltel-Euskadi Equipos continentales (4)- Saint Michel-Mavic-Auber 93 - Van Rysel-Roubaix - Nice Métropole Côte d'Azur - CIC U Nantes Atlantique |
| |

## Recorrido
La Boucles de la Mayenne dispuso de cuatro etapas, incluido un prólogo, para un recorrido total de 550,7 kilómetros.
| Etapa     | Fecha     | Recorrido                     | type                    | Distancia (km) | Desnivel (m) | Ganador             | Líder            |
| --------- | --------- | ----------------------------- | ----------------------- | -------------- | ------------ | ------------------- | ---------------- |
| Prólogo   | 23 de may | Laval – Laval                 | contrarreloj individual | 5,5            | 58 m         | Benoît Cosnefroy    | Benoît Cosnefroy |
| 1.ª etapa | 24 de may | Saint-Berthevin – Ernée       | etapa escarpada         | 167,5          | 1827 m       | Émilien Jeannière   | Benoît Cosnefroy |
| 2.ª etapa | 25 de may | Le Ham – Villaines-la-Juhel   | etapa escarpada         | 208,8          | 3429 m       | Alberto Bettiol     | Alberto Bettiol  |
| 3.ª etapa | 26 de may | Quelaines-Saint-Gault – Laval | etapa llana             | 169,2          | 1212 m       | Valentin Retailleau | Alberto Bettiol  |

## Desarrollo de la carrera

### Prólogo
| Laval - Laval | contrarreloj individual | (5,5 km) |

| \| Clasificación de la etapa \| Clasificación de la etapa \| Clasificación de la etapa \| Clasificación de la etapa \| Clasificación de la etapa \| \| Ciclista \| Ciclista \| Equipo \| Tiempo \| \| \| ------------------------- \| ------------------------- \| -------------------------- \| ------------------------- \| ------------------------- \| \| 1.º \| Benoît Cosnefroy \| Decathlon-AG2R La Mondiale \| 6 min 49 s \| \| \| 2.º \| Ivo Oliveira \| UAE Team Emirates \| + 1 s \| \| \| 3.º \| Samuel Watson \| Groupama-FDJ \| + 3 s \| \| \| 4.º \| Alberto Bettiol \| EF Education-EasyPost \| + 5 s \| \| \| 5.º \| Axel Zingle \| Cofidis \| + 5 s \| \| \| 6.º \| Dorian Godon \| Decathlon-AG2R La Mondiale \| + 6 s \| \| \| 7.º \| Pierre Gautherat \| Decathlon-AG2R La Mondiale \| + 7 s \| \| \| 8.º \| Kelland O'Brien \| Team Jayco AlUla \| + 9 s \| \| \| 9.º \| Iván Romeo \| Movistar Team \| + 9 s \| \| \| 10.º \| Marijn van den Berg \| EF Education-EasyPost \| + 11 s \| \| |                     |                            |            |
| |                     |                            |            |
| Fuente: ProCyclingStats |                     |                            |            |
| Clasificación de la etapa |                     |                            |            |
| Ciclista | Ciclista            | Equipo                     | Tiempo     |
| 1.º | Benoît Cosnefroy    | Decathlon-AG2R La Mondiale | 6 min 49 s |
| 2.º | Ivo Oliveira        | UAE Team Emirates          | + 1 s      |
| 3.º | Samuel Watson       | Groupama-FDJ               | + 3 s      |
| 4.º | Alberto Bettiol     | EF Education-EasyPost      | + 5 s      |
| 5.º | Axel Zingle         | Cofidis                    | + 5 s      |
| 6.º | Dorian Godon        | Decathlon-AG2R La Mondiale | + 6 s      |
| 7.º | Pierre Gautherat    | Decathlon-AG2R La Mondiale | + 7 s      |
| 8.º | Kelland O'Brien     | Team Jayco AlUla           | + 9 s      |
| 9.º | Iván Romeo          | Movistar Team              | + 9 s      |
| 10.º | Marijn van den Berg | EF Education-EasyPost      | + 11 s     |

| \| Clasificación general \| Clasificación general \| Clasificación general \| Clasificación general \| Clasificación general \| \| Ciclista \| Ciclista \| Equipo \| Tiempo \| \| \| --------------------- \| --------------------- \| -------------------------- \| --------------------- \| --------------------- \| \| 1.º \| Benoît Cosnefroy \| Decathlon-AG2R La Mondiale \| 6 min 49 s \| \| \| 2.º \| Ivo Oliveira \| UAE Team Emirates \| + 1 s \| \| \| 3.º \| Samuel Watson \| Groupama-FDJ \| + 3 s \| \| \| 4.º \| Alberto Bettiol \| EF Education-EasyPost \| + 5 s \| \| \| 5.º \| Axel Zingle \| Cofidis \| + 5 s \| \| \| 6.º \| Dorian Godon \| Decathlon-AG2R La Mondiale \| + 6 s \| \| \| 7.º \| Pierre Gautherat \| Decathlon-AG2R La Mondiale \| + 7 s \| \| \| 8.º \| Kelland O'Brien \| Team Jayco AlUla \| + 9 s \| \| \| 9.º \| Iván Romeo \| Movistar Team \| + 9 s \| \| \| 10.º \| Marijn van den Berg \| EF Education-EasyPost \| + 11 s \| \| |                     |                            |            |
| |                     |                            |            |
| Fuente: ProCyclingStats |                     |                            |            |
| Clasificación general |                     |                            |            |
| Ciclista | Ciclista            | Equipo                     | Tiempo     |
| 1.º | Benoît Cosnefroy    | Decathlon-AG2R La Mondiale | 6 min 49 s |
| 2.º | Ivo Oliveira        | UAE Team Emirates          | + 1 s      |
| 3.º | Samuel Watson       | Groupama-FDJ               | + 3 s      |
| 4.º | Alberto Bettiol     | EF Education-EasyPost      | + 5 s      |
| 5.º | Axel Zingle         | Cofidis                    | + 5 s      |
| 6.º | Dorian Godon        | Decathlon-AG2R La Mondiale | + 6 s      |
| 7.º | Pierre Gautherat    | Decathlon-AG2R La Mondiale | + 7 s      |
| 8.º | Kelland O'Brien     | Team Jayco AlUla           | + 9 s      |
| 9.º | Iván Romeo          | Movistar Team              | + 9 s      |
| 10.º | Marijn van den Berg | EF Education-EasyPost      | + 11 s     |

### 1.ª etapa
| Saint-Berthevin - Ernée | etapa escarpada | (167,5 km) |

| \| Clasificación de la etapa \| Clasificación de la etapa \| Clasificación de la etapa \| Clasificación de la etapa \| Clasificación de la etapa \| \| Ciclista \| Ciclista \| Equipo \| Tiempo \| \| \| ------------------------- \| ------------------------- \| -------------------------- \| ------------------------- \| ------------------------- \| \| 1.º \| Émilien Jeannière \| TotalEnergies \| 3 h 48 min 29 s \| \| \| 2.º \| Paul Penhoët \| Groupama-FDJ \| + 0 s \| \| \| 3.º \| Axel Zingle \| Cofidis \| + 0 s \| \| \| 4.º \| Alexander Salby \| Bingoal WB \| + 0 s \| \| \| 5.º \| Milan Menten \| Lotto Dstny \| + 0 s \| \| \| 6.º \| Matteo Moschetti \| Q36.5 Pro Cycling Team \| + 0 s \| \| \| 7.º \| Marijn van den Berg \| EF Education-EasyPost \| + 0 s \| \| \| 8.º \| Paul Hennequin \| Nice Métropole Côte d'Azur \| + 0 s \| \| \| 9.º \| Kelland O'Brien \| Team Jayco AlUla \| + 0 s \| \| \| 10.º \| Ivo Oliveira \| UAE Team Emirates \| + 0 s \| \| |                     |                            |                 |
| |                     |                            |                 |
| Fuente: ProCyclingStats |                     |                            |                 |
| Clasificación de la etapa |                     |                            |                 |
| Ciclista | Ciclista            | Equipo                     | Tiempo          |
| 1.º | Émilien Jeannière   | TotalEnergies              | 3 h 48 min 29 s |
| 2.º | Paul Penhoët        | Groupama-FDJ               | + 0 s           |
| 3.º | Axel Zingle         | Cofidis                    | + 0 s           |
| 4.º | Alexander Salby     | Bingoal WB                 | + 0 s           |
| 5.º | Milan Menten        | Lotto Dstny                | + 0 s           |
| 6.º | Matteo Moschetti    | Q36.5 Pro Cycling Team     | + 0 s           |
| 7.º | Marijn van den Berg | EF Education-EasyPost      | + 0 s           |
| 8.º | Paul Hennequin      | Nice Métropole Côte d'Azur | + 0 s           |
| 9.º | Kelland O'Brien     | Team Jayco AlUla           | + 0 s           |
| 10.º | Ivo Oliveira        | UAE Team Emirates          | + 0 s           |

| \| Clasificación general \| Clasificación general \| Clasificación general \| Clasificación general \| Clasificación general \| \| Ciclista \| Ciclista \| Equipo \| Tiempo \| \| \| --------------------- \| --------------------- \| -------------------------- \| --------------------- \| --------------------- \| \| 1.º \| Benoît Cosnefroy \| Decathlon-AG2R La Mondiale \| 3 h 55 min 18 s \| \| \| 2.º \| Ivo Oliveira \| UAE Team Emirates \| + 1 s \| \| \| 3.º \| Axel Zingle \| Cofidis \| + 1 s \| \| \| 4.º \| Samuel Watson \| Groupama-FDJ \| + 3 s \| \| \| 5.º \| Émilien Jeannière \| TotalEnergies \| + 3 s \| \| \| 6.º \| Alberto Bettiol \| EF Education-EasyPost \| + 5 s \| \| \| 7.º \| Dorian Godon \| Decathlon-AG2R La Mondiale \| + 6 s \| \| \| 8.º \| Pierre Gautherat \| Decathlon-AG2R La Mondiale \| + 7 s \| \| \| 9.º \| Kelland O'Brien \| Team Jayco AlUla \| + 9 s \| \| \| 10.º \| Iván Romeo \| Movistar Team \| + 9 s \| \| |                   |                            |                 |
| |                   |                            |                 |
| Fuente: ProCyclingStats |                   |                            |                 |
| Clasificación general |                   |                            |                 |
| Ciclista | Ciclista          | Equipo                     | Tiempo          |
| 1.º | Benoît Cosnefroy  | Decathlon-AG2R La Mondiale | 3 h 55 min 18 s |
| 2.º | Ivo Oliveira      | UAE Team Emirates          | + 1 s           |
| 3.º | Axel Zingle       | Cofidis                    | + 1 s           |
| 4.º | Samuel Watson     | Groupama-FDJ               | + 3 s           |
| 5.º | Émilien Jeannière | TotalEnergies              | + 3 s           |
| 6.º | Alberto Bettiol   | EF Education-EasyPost      | + 5 s           |
| 7.º | Dorian Godon      | Decathlon-AG2R La Mondiale | + 6 s           |
| 8.º | Pierre Gautherat  | Decathlon-AG2R La Mondiale | + 7 s           |
| 9.º | Kelland O'Brien   | Team Jayco AlUla           | + 9 s           |
| 10.º | Iván Romeo        | Movistar Team              | + 9 s           |

### 2.ª etapa
| Le Ham - Villaines-la-Juhel | etapa escarpada | (208,8 km) |

| \| Clasificación de la etapa \| Clasificación de la etapa \| Clasificación de la etapa \| Clasificación de la etapa \| Clasificación de la etapa \| \| Ciclista \| Ciclista \| Equipo \| Tiempo \| \| \| ------------------------- \| ------------------------- \| --------------------------- \| ------------------------- \| ------------------------- \| \| 1.º \| Alberto Bettiol \| EF Education-EasyPost \| 5 h 03 min 57 s \| \| \| 2.º \| Marc Hirschi \| UAE Team Emirates \| + 17 s \| \| \| 3.º \| Alexandre Delettre \| Saint Michel-Mavic-Auber 93 \| + 17 s \| \| \| 4.º \| Benoît Cosnefroy \| Decathlon-AG2R La Mondiale \| + 17 s \| \| \| 5.º \| Paul Penhoët \| Groupama-FDJ \| + 19 s \| \| \| 6.º \| Émilien Jeannière \| TotalEnergies \| + 19 s \| \| \| 7.º \| Vincenzo Albanese \| Arkéa-B&B Hotels \| + 19 s \| \| \| 8.º \| Filippo Baroncini \| UAE Team Emirates \| + 19 s \| \| \| 9.º \| Carlos Canal \| Movistar Team \| + 19 s \| \| \| 10.º \| Marijn van den Berg \| EF Education-EasyPost \| + 19 s \| \| |                     |                             |                 |
| |                     |                             |                 |
| Fuente: ProCyclingStats |                     |                             |                 |
| Clasificación de la etapa |                     |                             |                 |
| Ciclista | Ciclista            | Equipo                      | Tiempo          |
| 1.º | Alberto Bettiol     | EF Education-EasyPost       | 5 h 03 min 57 s |
| 2.º | Marc Hirschi        | UAE Team Emirates           | + 17 s          |
| 3.º | Alexandre Delettre  | Saint Michel-Mavic-Auber 93 | + 17 s          |
| 4.º | Benoît Cosnefroy    | Decathlon-AG2R La Mondiale  | + 17 s          |
| 5.º | Paul Penhoët        | Groupama-FDJ                | + 19 s          |
| 6.º | Émilien Jeannière   | TotalEnergies               | + 19 s          |
| 7.º | Vincenzo Albanese   | Arkéa-B&B Hotels            | + 19 s          |
| 8.º | Filippo Baroncini   | UAE Team Emirates           | + 19 s          |
| 9.º | Carlos Canal        | Movistar Team               | + 19 s          |
| 10.º | Marijn van den Berg | EF Education-EasyPost       | + 19 s          |

| \| Clasificación general \| Clasificación general \| Clasificación general \| Clasificación general \| Clasificación general \| \| Ciclista \| Ciclista \| Equipo \| Tiempo \| \| \| --------------------- \| --------------------- \| -------------------------- \| --------------------- \| --------------------- \| \| 1.º \| Alberto Bettiol \| EF Education-EasyPost \| 8 h 59 min 07 s \| \| \| 2.º \| Benoît Cosnefroy \| Decathlon-AG2R La Mondiale \| + 23 s \| \| \| 3.º \| Axel Zingle \| Cofidis \| + 28 s \| \| \| 4.º \| Samuel Watson \| Groupama-FDJ \| + 30 s \| \| \| 5.º \| Émilien Jeannière \| TotalEnergies \| + 30 s \| \| \| 6.º \| Marc Hirschi \| UAE Team Emirates \| + 33 s \| \| \| 7.º \| Dorian Godon \| Decathlon-AG2R La Mondiale \| + 33 s \| \| \| 8.º \| Kelland O'Brien \| Team Jayco AlUla \| + 36 s \| \| \| 9.º \| Paul Penhoët \| Groupama-FDJ \| + 37 s \| \| \| 10.º \| Marijn van den Berg \| EF Education-EasyPost \| + 38 s \| \| |                     |                            |                 |
| |                     |                            |                 |
| Fuente: ProCyclingStats |                     |                            |                 |
| Clasificación general |                     |                            |                 |
| Ciclista | Ciclista            | Equipo                     | Tiempo          |
| 1.º | Alberto Bettiol     | EF Education-EasyPost      | 8 h 59 min 07 s |
| 2.º | Benoît Cosnefroy    | Decathlon-AG2R La Mondiale | + 23 s          |
| 3.º | Axel Zingle         | Cofidis                    | + 28 s          |
| 4.º | Samuel Watson       | Groupama-FDJ               | + 30 s          |
| 5.º | Émilien Jeannière   | TotalEnergies              | + 30 s          |
| 6.º | Marc Hirschi        | UAE Team Emirates          | + 33 s          |
| 7.º | Dorian Godon        | Decathlon-AG2R La Mondiale | + 33 s          |
| 8.º | Kelland O'Brien     | Team Jayco AlUla           | + 36 s          |
| 9.º | Paul Penhoët        | Groupama-FDJ               | + 37 s          |
| 10.º | Marijn van den Berg | EF Education-EasyPost      | + 38 s          |

### 3.ª etapa
| Quelaines-Saint-Gault - Laval | etapa llana | (169,2 km) |

| \| Clasificación de la etapa \| Clasificación de la etapa \| Clasificación de la etapa \| Clasificación de la etapa \| Clasificación de la etapa \| \| Ciclista \| Ciclista \| Equipo \| Tiempo \| \| \| ------------------------- \| ------------------------- \| -------------------------- \| ------------------------- \| ------------------------- \| \| 1.º \| Valentin Retailleau \| Decathlon-AG2R La Mondiale \| 3 h 39 min 55 s \| \| \| 2.º \| Gorka Sorarrain \| Caja Rural-Seguros RGA \| + 1 s \| \| \| 3.º \| Matteo Moschetti \| Q36.5 Pro Cycling Team \| + 1 s \| \| \| 4.º \| Axel Zingle \| Cofidis \| + 1 s \| \| \| 5.º \| Émilien Jeannière \| TotalEnergies \| + 1 s \| \| \| 6.º \| Marc Sarreau \| Groupama-FDJ \| + 1 s \| \| \| 7.º \| Jon Aberasturi \| Euskaltel-Euskadi \| + 1 s \| \| \| 8.º \| Valentin Tabellion \| Van Rysel-Roubaix \| + 1 s \| \| \| 9.º \| Clément Venturini \| Arkéa-B&B Hotels \| + 1 s \| \| \| 10.º \| Vincenzo Albanese \| Arkéa-B&B Hotels \| + 1 s \| \| |                     |                            |                 |
| |                     |                            |                 |
| Fuente: ProCyclingStats |                     |                            |                 |
| Clasificación de la etapa |                     |                            |                 |
| Ciclista | Ciclista            | Equipo                     | Tiempo          |
| 1.º | Valentin Retailleau | Decathlon-AG2R La Mondiale | 3 h 39 min 55 s |
| 2.º | Gorka Sorarrain     | Caja Rural-Seguros RGA     | + 1 s           |
| 3.º | Matteo Moschetti    | Q36.5 Pro Cycling Team     | + 1 s           |
| 4.º | Axel Zingle         | Cofidis                    | + 1 s           |
| 5.º | Émilien Jeannière   | TotalEnergies              | + 1 s           |
| 6.º | Marc Sarreau        | Groupama-FDJ               | + 1 s           |
| 7.º | Jon Aberasturi      | Euskaltel-Euskadi          | + 1 s           |
| 8.º | Valentin Tabellion  | Van Rysel-Roubaix          | + 1 s           |
| 9.º | Clément Venturini   | Arkéa-B&B Hotels           | + 1 s           |
| 10.º | Vincenzo Albanese   | Arkéa-B&B Hotels           | + 1 s           |

## Clasificaciones finales
- Las clasificaciones finalizaron de la siguiente forma:[5]

### Clasificación general
| \| Clasificación general \| Clasificación general \| Clasificación general \| Clasificación general \| Clasificación general \| \| Ciclista \| Ciclista \| Equipo \| Tiempo \| \| \| --------------------- \| --------------------- \| -------------------------- \| --------------------- \| --------------------- \| \| 1.º \| Alberto Bettiol \| EF Education-EasyPost \| 12 h 39 min 03 s \| \| \| 2.º \| Benoît Cosnefroy \| Decathlon-AG2R La Mondiale \| + 23 s \| \| \| 3.º \| Axel Zingle \| Cofidis \| + 28 s \| \| \| 4.º \| Samuel Watson \| Groupama-FDJ \| + 30 s \| \| \| 5.º \| Émilien Jeannière \| TotalEnergies \| + 30 s \| \| \| 6.º \| Marc Hirschi \| UAE Team Emirates \| + 33 s \| \| \| 7.º \| Dorian Godon \| Decathlon-AG2R La Mondiale \| + 33 s \| \| \| 8.º \| Kelland O'Brien \| Team Jayco AlUla \| + 36 s \| \| \| 9.º \| Paul Penhoët \| Groupama-FDJ \| + 37 s \| \| \| 10.º \| Marijn van den Berg \| EF Education-EasyPost \| + 38 s \| \| |                     |                            |                  |
| |                     |                            |                  |
| Fuente: ProCyclingStats |                     |                            |                  |
| Clasificación general |                     |                            |                  |
| Ciclista | Ciclista            | Equipo                     | Tiempo           |
| 1.º | Alberto Bettiol     | EF Education-EasyPost      | 12 h 39 min 03 s |
| 2.º | Benoît Cosnefroy    | Decathlon-AG2R La Mondiale | + 23 s           |
| 3.º | Axel Zingle         | Cofidis                    | + 28 s           |
| 4.º | Samuel Watson       | Groupama-FDJ               | + 30 s           |
| 5.º | Émilien Jeannière   | TotalEnergies              | + 30 s           |
| 6.º | Marc Hirschi        | UAE Team Emirates          | + 33 s           |
| 7.º | Dorian Godon        | Decathlon-AG2R La Mondiale | + 33 s           |
| 8.º | Kelland O'Brien     | Team Jayco AlUla           | + 36 s           |
| 9.º | Paul Penhoët        | Groupama-FDJ               | + 37 s           |
| 10.º | Marijn van den Berg | EF Education-EasyPost      | + 38 s           |

### Clasificación de la montaña
| Clasificación de la montaña | Clasificación de la montaña | Clasificación de la montaña | Clasificación de la montaña | Clasificación de la montaña |
| Ciclista                    | Ciclista                    | Equipo                      | Puntos                      |                             |
| --------------------------- | --------------------------- | --------------------------- | --------------------------- | --------------------------- |
| 1.º                         | Álex Martín                 | Team Polti Kometa           | 42 pts                      |                             |
| 2.º                         | Artus Jaladeau              | CIC U Nantes Atlantique     | 20 pts                      |                             |
| 3.º                         | Jonathan Couanon            | Nice Métropole Côte d'Azur  | 16 pts                      |                             |
| 4.º                         | Valentin Retailleau         | Decathlon-AG2R La Mondiale  | 13 pts                      |                             |
| 5.º                         | Antoine Hue                 | CIC U Nantes Atlantique     | 12 pts                      |                             |
| 6.º                         | Mathias Norsgaard           | Movistar Team               | 10 pts                      |                             |
| 7.º                         | Jan Maas                    | Team Jayco AlUla            | 8 pts                       |                             |
| 8.º                         | Erik Fetter                 | Team Polti Kometa           | 7 pts                       |                             |
| 9.º                         | Jérémy Leveau               | Van Rysel-Roubaix           | 6 pts                       |                             |
| 10.º                        | Iván Romeo                  | Movistar Team               | 4 pts                       |                             |

### Clasificación de los puntos
| Clasificación por puntos | Clasificación por puntos | Clasificación por puntos   | Clasificación por puntos | Clasificación por puntos |
| Ciclista                 | Ciclista                 | Equipo                     | Puntos                   |                          |
| ------------------------ | ------------------------ | -------------------------- | ------------------------ | ------------------------ |
| 1.º                      | Émilien Jeannière        | TotalEnergies              | 47 pts                   |                          |
| 2.º                      | Alberto Bettiol          | EF Education-EasyPost      | 45 pts                   |                          |
| 3.º                      | Axel Zingle              | Cofidis                    | 44 pts                   |                          |
| 4.º                      | Benoît Cosnefroy         | Decathlon-AG2R La Mondiale | 41 pts                   |                          |
| 5.º                      | Paul Penhoët             | Groupama-FDJ               | 32 pts                   |                          |
| 6.º                      | Valentin Retailleau      | Decathlon-AG2R La Mondiale | 30 pts                   |                          |
| 7.º                      | Gorka Sorarrain          | Caja Rural-Seguros RGA     | 30 pts                   |                          |
| 8.º                      | Matteo Moschetti         | Q36.5 Pro Cycling Team     | 26 pts                   |                          |
| 9.º                      | Marc Hirschi             | UAE Team Emirates          | 24 pts                   |                          |
| 10.º                     | Ivo Oliveira             | UAE Team Emirates          | 24 pts                   |                          |

### Clasificación por equipos
| Clasificación por equipos | Clasificación por equipos  | Clasificación por equipos | Clasificación por equipos |
| Equipo                    | Equipo                     | Tiempo                    |                           |
| ------------------------- | -------------------------- | ------------------------- | ------------------------- |
| 1.º                       | Decathlon-AG2R La Mondiale | 37 h 58 min 40 s          |                           |
| 2.º                       | Team Jayco AlUla           | + 31 s                    |                           |
| 3.º                       | Arkéa-B&B Hotels           | + 33 s                    |                           |
| 4.º                       | Cofidis                    | + 58 s                    |                           |
| 5.º                       | Tudor Pro Cycling Team     | + 1 min 00 s              |                           |
| 6.º                       | Caja Rural-Seguros RGA     | + 1 min 10 s              |                           |
| 7.º                       | UAE Team Emirates          | + 1 min 27 s              |                           |
| 8.º                       | Movistar Team              | + 2 min 18 s              |                           |
| 9.º                       | Bingoal WB                 | + 2 min 29 s              |                           |
| 10.º                      | Polti Kometa               | + 3 min 04 s              |                           |

## Evolución de las clasificaciones
| Etapa                   |                         | Ganador _           | Clasificación general | Puntos            | Montaña             | Jóvenes       | Equipo _                   |
| ----------------------- | ----------------------- | ------------------- | --------------------- | ----------------- | ------------------- | ------------- | -------------------------- |
| Prólogo                 | contrarreloj individual | Benoît Cosnefroy    | Benoît Cosnefroy      | Benoît Cosnefroy  | no otorgado         | Samuel Watson | Decathlon-AG2R La Mondiale |
| 1.ª etapa               | etapa escarpada         | Émilien Jeannière   | Benoît Cosnefroy      | Axel Zingle       | David Martín Romero | Samuel Watson | Decathlon-AG2R La Mondiale |
| 2.ª etapa               | etapa escarpada         | Alberto Bettiol     | Alberto Bettiol       | Alberto Bettiol   | Álex Martín         | Samuel Watson | Decathlon-AG2R La Mondiale |
| 3.ª etapa               | etapa llana             | Valentin Retailleau | Alberto Bettiol       | Émilien Jeannière | Álex Martín         | Samuel Watson | no otorgado                |
| Clasificaciones finales | Clasificaciones finales |                     | Alberto Bettiol       | Émilien Jeannière | Álex Martín         | Samuel Watson | no otorgado                |

## UCI World Ranking
La Boucles de la Mayenne otorgó puntos para el UCI World Ranking para corredores de los equipos en las categorías UCI WorldTeam, UCI ProTeam y Continental. Las siguientes tablas son el baremo de puntuación y los diez corredores que obtuvieron más puntos:
| Posición              | 1.º | 2.º | 3.º | 4.º | 5.º | 6.º | 7.º | 8.º | 9.º | 10.º | 11.º | 12.º | 13.º | 14.º | 15.º | 16.º-30.º | 31.º-40.º |
| Clasificación general | 200 | 150 | 125 | 100 | 85  | 70  | 60  | 50  | 40  | 35   | 30   | 25   | 20   | 15   | 10   | 5         | 3         |
| Por etapa             | 20  | 15  | 10  | 5   | 3   |     |     |     |     |      |      |      |      |      |      |           |           |
| Líder                 | 5   |     |     |     |     |     |     |     |     |      |      |      |      |      |      |           |           |

| Clasificación |                     |                            |         |       |       |       |
| Posición      | Ciclista            | Equipo                     | General | Etapa | Líder | Total |
| ------------- | ------------------- | -------------------------- | ------- | ----- | ----- | ----- |
| 1.º           | Alberto Bettiol     | EF Education-EasyPost      | 200     | 25    | 5     | 230   |
| 2.º           | Benoît Cosnefroy    | Decathlon AG2R La Mondiale | 150     | 25    | 10    | 185   |
| 3.º           | Axel Zingle         | Cofidis                    | 125     | 18    | -     | 143   |
| 4.º           | Samuel Watson       | Groupama-FDJ               | 100     | 10    | -     | 110   |
| 5.º           | Émilien Jeannière   | TotalEnergies              | 85      | 23    | -     | 108   |
| 6.º           | Marc Hirschi        | UAE Emirates               | 70      | 15    | -     | 85    |
| 7.º           | Dorian Godon        | Decathlon AG2R La Mondiale | 60      | -     | -     | 60    |
| 8.º           | Paul Penhoët        | Groupama-FDJ               | 40      | 18    | -     | 58    |
| 9.º           | Kelland O'Brien     | Jayco AlUla                | 50      | -     | -     | 50    |
| 10.º          | Marijn van den Berg | EF Education-EasyPost      | 35      | -     | -     | 35    |